# Пантелеймонов, Александр Евгеньевич
Александр Евгеньевич Пантелеймонов (2 февраля 1978, Киев) — украинский редактор и телепродюсер. Временно исполняющий обязанности генерального директора НТКУ (с 20 февраля 2013 по 25 марта 2014).

## Биография

### Ранние годы, образование
Родился 2 февраля 1978 в г. Киеве.
В 1999 году окончил Киевский национальный университет имени Тараса Шевченко.
В 2003 году получил степень кандидата политических наук. В 2002—2007 годах — младший научный сотрудник родного вуза.

### Карьера
В течение 2005—2010 — руководитель проектов, директор консалтинговой компании «Агентство гуманитарных технологий».
В 2008—2009 годах — шеф-редактор общественно-политического ток-шоу «Свобода на Интере».

#### Деятельность вНТКУ
- Заместитель генерального директора НТКУ по информационному и общественно-политическому вещанию (с марта 2010 года по апрель 2014 года[2]).
- Разработчик концепции, организатор производства телепрограмм для освещения деятельности органов исполнительной власти Украины («Откровенный разговор», «Итоги недели», «Официальная хроника», «Официальная хроника. Неделя», «Кабмин: событие недели», «Правительство на связи с гражданами», «Слово регионам»).
- Главный редактор телемарафонов во времени национальных и религиозных праздников (День Победы, Рождество, Пасха).
- Главный редактор телемарафона на Первом Национальном телеканале «Ночь выборов» во время выборов в Верховную раду 2012 года (28—29 октября 2012).
- Временно исполняющий обязанности генерального директора НТКУ (с 20 февраля 2013[3] по 25 марта 2014).
- Движение «Стоп цензуре» в своём заявлении 24 февраля 2014 года утверждало, что «директор Первого национального телеканала Александр Пантелеймонов должен понести личную ответственность за трагедию, унесшую жизни сотни людей и оставила несколько искалеченными»[4].
- 18 марта 2014 года под воздействием моральных угроз и применения физической силы со стороны депутатов Верховной Рады от ВО «Свобода» Игоря Мирошниченко, Богдана Бенюка и прочих, был вынужден написать заявление на увольнение[5][6]. 21 марта 2014 года заявил, что «сегодня все внутренние ссоры и разборки играют на руку врагам Украины. Сейчас важнее объединиться и не зацикливаться на конфликтах». Пантелеймонов также отметил, что готов написать официальное заявление и указать, что не имеет никаких претензий к своим обидчикам. А инцидент с избиением призвал не раскручивать и не спекулировать на нём[7].